# 淡路惠子
淡路惠子（日語：淡路恵子，1933年7月17日—2014年1月11日），是一名日本电影演员。
她最著名的是参演黑泽明的《野良犬》，而且在《独孤里桥之役》出演并和威廉·霍尔登和米基·鲁尼合作。
她的第一个丈夫是菲律宾籍音乐家和演员宾沃·达瑙，并有两个孩子，长子是演員岛英津夫。她的第二个丈夫是日本演员万屋锦之介，但是在1987年去世。2014年1月11日，淡路惠子死于食道癌。

## 部分作品
在1949年后，她出演了超过160部电影，其中主要包括有。
- 《野良犬》(1949)
- 《独孤里桥之役》（1954）
- 《The Badger Palace（英语：The Badger Palace）》 (1958)
- 《Scar Yosaburo（英语：Scar Yosaburo）》 (1960)
- 《忠臣藏》 (1962)